# Ľudovít Ódor

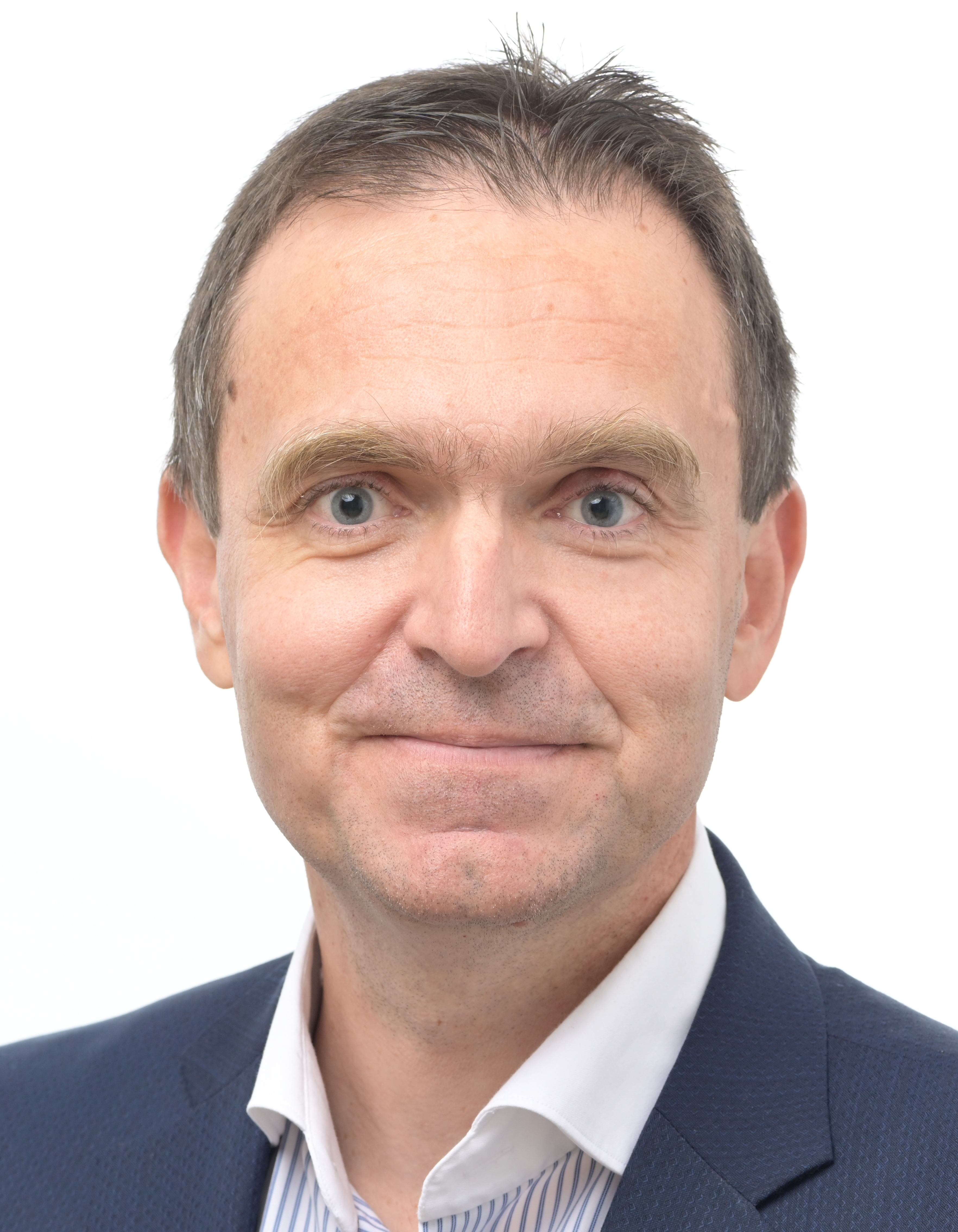
Ľudovít Ódor (2024)

Ľudovít Ódor (ungarisch Lajos Ódor bzw. Ódor Lajos; * 2. Juli 1976 in Komárno, Tschechoslowakei) ist ein slowakischer Volkswirt und Politiker (PS). Er war Vizegouverneur der Nationalbank der Slowakei und vom 15. Mai 2023 bis zum 25. Oktober 2023 Ministerpräsident der Slowakei.

## Leben

### Ausbildung und Karriere als Ökonom
Ľudovít Ódor gehört der ungarischen Minderheit in der Slowakei an. 1999 schloss er sein Studium mit einem Master in Mathematik und Management an der Fakultät für Mathematik und Physik der Comenius-Universität in Bratislava ab. Nach Abschluss seines Studiums trat er im April 1999 die Position eines Finanzmarktanalysten bei der Československá obchodná banka an, wo er zwei Jahre lang arbeitete. Anschließend wurde er Ökonom der slowakischen Ratingagentur und trat nach fast zwei Jahren als Chefökonom des Finanzministeriums der Slowakischen Republik und Direktor des Instituts für Finanzpolitik in die Staatsverwaltung ein.
Im zweiten Kabinett von Mikuláš Dzurinda war Ódor als Berater im Finanzministerium wesentlich an der Erfüllung der EU-Konvergenzkriterien für die Einführung des Euro beteiligt. Im Januar 2006 wurde er Mitglied des Bankenvorstands der Slowakischen Nationalbank und geschäftsführender Direktor für Forschung. Von September 2010 bis April 2012 war er Berater von Premierministerin Iveta Radičová und Finanzminister Ivan Mikloš. Zudem war er in den 2010er-Jahren mehrfach als Regierungsberater bei den jeweiligen Haushaltsaufstellungen tätig.
Im September 2015 wurde er stellvertretender Vorsitzender der Vereinigung unabhängiger Finanzräte in der Europäischen Union und hatte diese Position bis Oktober 2017 inne. Danach war er ein Jahr und einen Monat lang Mitglied des Aufsichtsrats der Slowakischen Sparkasse und Mitglied des Rats für Haushaltsverantwortung bis Februar 2018. Ľudovít Ódor ist Mitbegründer des Inštitúta finančnej politiky (Institut für Finanzpolitik), des Rada pre rozpočtovú zodpovednosť (Rat für Haushaltsverantwortung) und der Útvar hodnoty za peniaze (Preis-Leistungs-Abteilung). Durch seine Tätigkeit trug er u. a. zur Einführung einer Flat Tax, zur Reform der öffentlichen Finanzverwaltung, zum Gesetz zur Schuldenbremse und zur Reform der ersten und zweiten (privaten) Säule des Rentensystems bei. Er war Mitglied mehrerer Kommissionen, Ausschüsse und Vereine, die sich mit Wirtschaftsthemen befassen, und hielt Vorträge bei Wirtschaftsveranstaltungen.
Seit Januar 2016 ist er Gastprofessor an der Central European University. Ľudovít Ódor ist Autor mehrerer Bücher und zahlreicher slowakischer und anderssprachiger Wirtschaftspublikationen. Im Februar 2018 wurde Ódor, nominiert durch die ungarisch-slowakische Partei Most-Híd, Vizegouverneur der Nationalbank der Slowakei. Dieses Amt legte er mit seiner Ernennung zum Ministerpräsidenten nieder.

### Ministerpräsident
Ľudovít Ódor wurde am 7. Mai 2023 nach dem Rücktrittsgesuch des Ministerpräsidenten Eduard Heger von Staatspräsidentin Zuzana Čaputová zu dessen Nachfolger bestimmt. Am 15. Mai wurde er als Ministerpräsident vereidigt. Seither führte er eine interimsweise eingesetzte Expertenregierung an, die ihre Arbeit bis zur Bildung der Regierung Fico IV am 25. Oktober 2023 nach den vorgezogenen Nationalratswahlen am 30. September 2023 fortsetzte. Wie sämtliche der parteilosen Mitglieder seiner Regierung kandidierte er nicht zur Nationalratswahl 2023.
Sein Kabinett musste sich wie jede neue Regierung in der Slowakei innerhalb von 30 Tagen nach der Vereidigung einer Vertrauensabstimmung im Nationalrat stellen. Am 15. Juni 2023 verlor Ódors Kabinett diese Abstimmung erwartbar deutlich. Nur 34 der 136 anwesenden Abgeordneten stimmten für das vom Ministerpräsidenten vorgelegte Regierungsprogramm. In der Folge wurde die Regierung Ódor von Staatspräsidentin Zuzana Čaputová beauftragt, die Regierungsgeschäfte mit beschränkten Kompetenzen weiterzuführen. Am 19. Juli 2023 wurde dem Innenminister Ivan Šimko auf Vorschlag von Ľudovít Ódor durch Staatspräsidentin Zuzana Čaputová sein Mandat entzogen. Kommissarisch übernahm Ódor selbst das Amt.

### Mitglied des Europäischen Parlamentes
Im Januar 2024 wurde Ľudovít Ódor von der Progresívne Slovensko (kurz PS) als deren Spitzenkandidat für die Europawahl 2024 vorgestellt, ohne dabei der Partei selbst beizutreten. Darüber hinaus soll er Vorstandsvorsitzender und damit Nachfolger von Zora Jaurová beim parteinahen Progresívny Inštitút werden. Bei der Europawahl wurde die PS mit 27,8 Prozent stärkste Kraft; Ódor erhielt mit 294.944 Stimmen die meisten Vorzugsstimmen von allen bei der Wahl angetretenen Kandidaten. Somit schaffte er klar den Einzug in das Europäische Parlament, in dem er der Fraktion Renew Europe angehört. Er ist stellvertretender Vorsitzender des Ausschusses für Wirtschaft und Währung und Mitglied im Unterausschuss für Steuerfragen sowie in drei Delegationen.

## Veröffentlichungen
- Ekonómia z nadhľadu („Wirtschaft auf einen Blick“), ISBN 978-80-968853-7-4, 2007
- Krízonómia z nadhľadu  („Krisenmanagement (?) auf einen Blick“), ISBN 978-80-89357-03-1, 2009
- Investovanie z nadhľadu („Investieren auf einen Blick“), ISBN 978-80-89357-11-6, 2015